# Bakloh
Bakloh är en ort i Indien.   Den ligger i delstaten Punjab, i den norra delen av landet, 400 km norr om huvudstaden New Delhi. Bakloh ligger 1 336 meter över havet och antalet invånare är 1 737.
Terrängen runt Bakloh är kuperad åt sydväst, men åt nordost är den bergig. Runt Bakloh är det ganska tätbefolkat, med 116 invånare per kvadratkilometer. Närmaste större samhälle är Dalhousie, 8,5 km norr om Bakloh. I omgivningarna runt Bakloh växer i huvudsak blandskog.